# Exposicion International de Barcelona
Exposicion International de Barcelona blev afholdt fra 19. maj 1929 til 15. januar 1930 i Barcelona (Spanien). udtstillingsområdet havde et areal på 118 hektar, og befandt sig ved Montjuïc. Udstillingen kostede totalt 25.083.921 dollar.
Fra Europa deltog lande som Belgien, Danmark, Frankrig, Italien, Norge, Rumænien, Schweiz, Tyskland og Ungarn. Der deltog også private udstillere fra Japan og USA.
| Festival | Spire Denne artikel om festivaler og mærkedage er en spire som bør udbygges. Du er velkommen til at hjælpe Wikipedia ved at udvide den. |

41°22′N 2°09′Ø / 41.37°N 2.15°Ø